# Gongbusaurus
Gongbusaurus. ("reptil de Gongbu") es un género dudoso representado por dos especies de dinosaurios neornitisquios hipsilofodóntidos que vivió a finales del período  Jurásico, en el Oxfordiense hace aproximadamente 160 y 157 millones de años, en lo que es hoy Asia. Es un pequeño herbívoro muy poco conocido, Se le han asignado dos especies, el tipo Gongbusaurus shiyii y la mejor representada Gongbusaurus wucaiwanensis pero como las especie tipo se basa en los dientes, no hay evidencia concreta para conectar las dos especies. Sus fósiles se han encontrado en China.

## Descripción
Lo que se conoce del Gongbusaurus, es por extrapolación de los restos de una posible especie "G." wucaiwanensis y del materia de otros ornitópodos basales, que lo muestran como un herbívoro bípedo de alrededor de 1,3 a 1,5 metros de largo, pudiendo ser un veloz corredor.

## Descubrimiento e investigación
Dong y sus coautores establecieron a Gongbusaurus a partir de dos dientes, el holotipo, IVPP V9069, uno de la región del pico, y uno de la región malar. Estos restos provienen del Oxfordiense de los sedimentos de la Formación Shaximiao superior en Sichuan, China y fueron encontrados por una unidad de reconocimiento aéreo chino detrás de una escuela primaria en el pueblo de Huangtong , parte de la Duxin comuna, en Rongxian o el condado de Rong. La especie tipo Gongbusaurus shiyii fue nombrado y descrito por Dong, Zhou y Zhang en 1983. El nombre genérico se deriva del ministerio imperial,  bu, de obras públicas, gong, en honor del gran poeta Du Fu que en Sichuan trabajó para ese ministerio después de 760, en el rango de shi yi, "consultor junior", que explica el nombre específico . Como shi yi también puede significar "registro de objetos perdidos", el nombre específico es, al mismo tiempo, un juego de palabras sobre el hecho de que los dientes se encontraron por separado entre los diversos huesos recolectados durante la excavación.
Dong describe una segunda especie, "G." wucaiwanensis, en 1989 a partir de un esqueleto parcial, IVPP 8302, que incluye la mandíbula, tres vértebras de la cola, y partes del brazo  y se agregó otra muestra, paratipo IVPP 8303 que consta de dos vértebras de la cadera, ocho vértebras de la cola y dos caudales. Un pie parcial, IVPP 8304 y cuatro vértebras dorsales separadas y una vértebra caudal fueron referidos. Estos restos provienen de la formación Shishugou de Wucaiwan, Xinjiang, aproximadamente contemporánea. Las especies basadas en dientes no son bien aceptadas en el consenso paleontológico, debido a lo generalista de la anatomía de los dientes. Por eso se ha propuesto que "G." wucaiwanensis sea relegado a otro género. Un posible nombre de reemplazo propuesto es el de "Eugongbusaurus", es usado accidentalmente por el público, pero se lo considera informal.

## Clasificación
Dong Zhiming, Zhou Shiwu y Zhang Zicheng, quienes originalmente describieran la especie tipo G. shiyii, lo mostraron similar al Fabrosaurus asignándolo a la nebulosa familia Fabrosauridae.  Recién después de la descripción de la segunda especie "G." wucaiwanensis varios años más tarde, Dong lo colocó como Hypsilophodontidae, una también oscura familia de ornitópodos más derivados, por el mismo tiempo, David B. Weishampel y Larry Witmer colocaran a Gongbusaurus como un ornitisquio basal indeterminado. Las más recientes revisiones lo colocan como un ornitisquio dubious, y recomiendan renombrar a la segunda y mejor conocida especie. Peter Galton notado que los dientes de Gongbusaurus recuerdan a los de Sarcolestes y Gastonia, ambos géneros considerados ankylosauria.